# Sympycnus terminalis
Sympycnus terminalis är en tvåvingeart som beskrevs av Van Duzee 1930. Sympycnus terminalis ingår i släktet Sympycnus och familjen styltflugor. Inga underarter finns listade i Catalogue of Life.